# Jeanne Chevalier (patinage artistique)
Ne doit pas être confondu avec Jeanne Chevalier.
Pour les articles homonymes, voir Chevalier.
Jeanne Chevalier, née le 19 mars 1892 et morte le 8 décembre 1984, est une patineuse artistique canadienne, une des pionnières du patinage au Canada avant la Première Guerre mondiale. Elle a pratiqué le patinage en individuel et en couple.

## Biographie

### Carrière sportive
En tant que patineuse individuelle, elle est double championne canadienne en 1920 et 1921. En couple artistique, avec son partenaire Norman Scott, elle est également championne canadienne en 1914.
Jeanne Chevalier concourt également aux compétitions aux États-Unis et remporte les premiers championnats américains de patinage artistique en couple.

## Palmarès
En couple artistique avec son partenaire Norman Scott
| Compétitions en Individuelle                                             | 1913 | 1914 | 1915 | 1916 | 1917 | 1918 | 1919 | 1920 | 1921 |  |  |  |  |  |
| Jeux olympiques d'été                                                    |      |      |      | JA   |      |      |      |      |      |  |  |  |  |  |
| Championnats du monde                                                    |      |      | CA   | CA   | CA   | CA   | CA   | CA   | CA   |  |  |  |  |  |
| Championnats du Canada                                                   | 2e   | 2e   | CA   | CA   | CA   | CA   | CA   | 1re  | 1re  |  |  |  |  |  |
|                                                                          |      |      |      |      |      |      |      |      |      |  |  |  |  |  |
| Compétitions en Couple                                                   | 1913 | 1914 | 1915 | 1916 | 1917 | 1918 | 1919 | 1920 | 1921 |  |  |  |  |  |
| Jeux olympiques d'été                                                    |      |      |      | JA   |      |      |      |      |      |  |  |  |  |  |
| Championnats du monde                                                    |      |      | CA   | CA   | CA   | CA   | CA   | CA   | CA   |  |  |  |  |  |
| Championnats du Canada                                                   | 2e   | 1re  | CA   | CA   | CA   | CA   | CA   |      |      |  |  |  |  |  |
| Championnats des États-Unis                                              |      | 1re  | CA   | CA   | CA   |      | CA   |      |      |  |  |  |  |  |
| Légende : JA = Jeux olympiques d'été annulés ; CA = Championnats annulés |      |      |      |      |      |      |      |      |      |  |  |  |  |  |